# Evelio Leonardia
Evelio "Bing" R. Leonardia (10 juli 1952) is een Filipijns politicus.

## Biografie
Evelio Leonardia werd geboren op 10 juli 1952. Zijn ouders waren Ester Ramos en Jose Leonardia. Na het voltooien van zijn middelbareschoolopleiding aan het La Consolacion College in Bacolod behaalde Leonardia in 1973 een Bachelor of Science-diploma Handel aan La Salle College in Bacolod. In 1979 voltooide hij nog een Bachelor-diploma rechten aan de University of Negros Occidental. tussen 1973 en 1978 werkte hij bij de Philippine Commercial International Bank. Aansluitend was hij tot 1987 Provincial Field Coordinator in Negos Occidental voor het Ministerie van Toerisme. Van 1987 tot 1988 werkte Leonardia als algemeen manager voor Rawntech, Inc. en van 1990 tot 1992 was hij vicepresident voor internationale aangelegenheden bij Real Estate Brokers Association of the Philippines, Inc.
In 1992 werd Leonardia met het meeste stemmen van alle gekozen leden voor drie jaar verkozen tot raadslid van Bacolod. Aansluitend volgde in 1995 een verkiezing tot viceburgemeester van de stad. Na zijn driejarige termijn won hij bij de verkiezingen van 1998 de strijd om het burgemeesterschap. Drie jaar later was echter Luzviminda Valdez die de verkiezingen won. Maar bij de verkiezingen van 2004 won Leonardia een tweede termijn als burgemeester. In 2007 en 2010 werd hij herkozen. Na zijn derde opeenvolgende en dus (wettelijke) laatste termijn als burgemeester stelde hij zich bij de verkiezingen van 2013 met succes kandidaat als afgevaardigde namens Bacolod in het Filipijnse Huis van Afgevaardigden. 
Leonardia trouwde met Elsa Jeruta Fuentes en kreeg met haar drie kinderen.